# Louis Hubené
Louis Hubené (Brugge, 9 november 1817 - 23 maart 1871) was pianist, stadsbeiaardier van Brugge en componist.

## Levensloop
Louis of Lodewijk Hubené was een neef van de stadsbeiaardier Dominique II Berger en werd, toen hij vroeg wees was geworden, door hem opgevoed en muzikaal opgeleid. In 1847 werd hij leraar piano aan de pas opgerichte Brugse Muziekschool en bleef dit tot in 1850. Hij was gedurende meer dan dertig jaar muziekleraar in het Engels Klooster en gaf veel privélessen. 
Vanaf 1832 was Hubené assistent van zijn oom, die hij in 1838 opvolgde als stadsbeiaardier. Hij behield deze positie tot in 1864. Hij werd opgevolgd door Remi Berragan.
Nadat hij organist was geweest in de Sint-Salvatorskathedraal, werd hij in 1870 organist in de Sint-Jakobskerk.

## Componist
Hubené componeerde voor piano, zoals:
- La Campanella
- Marche funêbre
- Marche triomphale
- Quatre sérénades
- Sourires d'un ange

Hij schreef verschillende 'zangspelen':
- Bertha, of moed en heldendaed
- Boudewijn van Constantinopel
- Willem Beuckels

Hij componeerde ook missen en motetten die in de Brugse kerken werden gezongen.